# Ilse Korotin
Ilse Erika Korotin (geboren 18. August 1957 in Horn, Niederösterreich) ist eine österreichische Philosophin und Soziologin. Sie forschte und publizierte zur Ideengeschichte des Nationalsozialismus. Am Institut für Wissenschaft und Kunst in Wien leitet sie die Dokumentationsstelle Frauenforschung. Ihre Arbeitsschwerpunkte sind feministische Biografieforschung und Wissenschaftsgeschichte.

## Leben und Werk
Ilse Korotin absolvierte eine Ausbildung zur Buchhändlerin. Nach mehrjähriger Berufstätigkeit studierte sie ab 1983 Philosophie und Soziologie an der Universität Wien. 1990 wurde sie zur Dr. phil. promoviert und arbeitet seitdem am Wiener Institut für Wissenschaft und Kunst, seit 1991 als Leiterin der Dokumentationsstelle Frauenforschung.
Unter ihrer Leitung wird seit 1998 das Dokumentations-, Forschungs- und Vernetzungsprojekt biografiA. biografische datenbank und lexikon österreichischer frauen durchgeführt. Es widmet sich der historisch-biografischen Aufarbeitung österreichischer Frauenpersönlichkeiten im Zeitraum der erstmaligen Nennung Österreichs bis zur Gegenwart mit dem Ziel weitergehenden Forschungen im Bereich der feministischen Geschichtsforschung, der Wissenschaftsgeschichte sowie der Frauen- und Genderforschung eine fundierte Basis zu geben. 2016 erschien das von Korotin herausgegebene vierbändige Lexikon biographiA. Lexikon österreichischer Frauen. Es beinhaltet rund 20.000 Biografien österreichischer Frauen und Hinweise auf frauenbiografische Spuren.
Als Teil des Projekts gab Ilse Korotin zusammen mit Brigitta Keintzel von der Universität Wien 2002 das lexikalische Nachschlagewerk Wissenschafterinnen in und aus Österreich. Leben – Werk – Wirken heraus. Es umfasst Lebensgeschichten von 342 wissenschaftlich tätigen Frauen aus allen Bereichen der Kultur- und Naturwissenschaften von der Jahrhundertwende bis zur Nachkriegszeit, darunter mehrere Wissenschaftlerinnen, die in deutschen Konzentrationslagern ermordet wurden. Das Lexikon zeige auch, „dass es bis weit in die zweite Hälfte des 20. Jahrhunderts nur sehr wenigen Frauen gelang, in dem institutionalisierten Wissenschaftsbetrieb zu reüssieren. Habilitationen und Ernennungen zu Professor(inn)en blieben Ausnahmen“. Die Vielzahl der Biografien spreche für eine breite Emanzipationsbewegung, schreiben die Herausgeberinnen im Vorwort und fordern eine „grundlegende Revidierung der bisherigen Sichtweise auf die österreichische Wissenschaftsgeschichte“.

## Auszeichnung
- 2017: Preis der Stadt Wien für Volksbildung

## Publikationen (Auswahl)
Monografie
- „Am Muttergeist soll die Welt genesen.“ Philosophische Dispositionen zum Frauenbild im Nationalsozialismus. Böhlau Verlag, Wien / Köln / Weimar 1992, ISBN 3-205-05476-8.[6]

Herausgeberschaften und Beiträge
- Die besten Geister der Nation. Philosophie und Nationalsozialismus. Picus Verlag, Wien 1994, ISBN 3-85452-257-6.
- Mit Charlotte Kohn-Ley: Der feministische „Sündenfall“? Antisemitische Vorurteile in der Frauenbewegung (= Dokumentation eines Symposiums des Jüdischen Instituts für Erwachsenenbildung in Wien). Picus Verlag, Wien 1994, ISBN 3-85452-261-4.
  - darin: „Die mythische Weiblichkeit eines Volkes.“ J. J. Bachofen, das Mutterrecht und der Nationalsozialismus. S. 84–130
- Mit Volker Eickhoff: Sehnsucht nach Schicksal und Tiefe. Der Geist der konservativen Revolution. Picus Verlag, Wien 1997, ISBN 3-85452-406-4.
  - darin: Die politische Radikalisierung der Geschlechterdifferenz im Kontext von „konservativer Revolution“ und Nationalsozialismus. Mathilde Ludendorff und der „Völkische Feminismus“. S. 105–127.
- Gebrochene Kontinuitäten? Zur Rolle und Bedeutung des Geschlechterverhältnisses in der Entwicklung des Nationalsozialismus. Studienverlag, Innsbruck / Wien / München 2000, ISBN 3-7065-1398-6.
- Mit Brigitta Keintzel: Wissenschafterinnen in und aus Österreich. Leben – Werk – Wirken.  Böhlau, Wien / Köln / Weimar 2002, ISBN 3-205-99467-1 (Open Access).
- Österreichische Bibliothekarinnen auf der Flucht. Verfolgt, verdrängt, vergessen? Praesens Verlag, Wien 2007, ISBN 978-3-7069-0408-7.
- Die Frauen des jüdischen Prager Kreises. Kreative Netzwerke und Transaktionsfelder aus historisch-biografischer Perspektive. Wien 2008 (Digitalisat).
- „Die Zivilisation ist nur eine ganz dünne Decke ...“ Ella Lingens (1908–2002), Ärztin – Widerstandskämpferin – Zeugin der Anklage. Praesens Verlag, Wien 2011, ISBN 978-3-7069-0646-3.
- Mit  Susanne Blumesberger: Frauenbiografieforschung. Theoretische Diskurse und methodologische Konzepte. Praesens Verlag, Wien 2012.
- Mit Christine Kanzler, Karin Nusko: „… den Vormarsch dieses Regimes einen Millimeter aufgehalten zu haben …“: Österreichische Frauen im Widerstand gegen den Nationalsozialismus. Praesens Verlag, Wien 2015, ISBN 978-3-7069-0434-6.
- biografiA. Lexikon österreichischer Frauen. Band 1 bis 4. Böhlau Verlag, Wien / Köln / Weimar 2016, ISBN 978-3-205-79590-2: Band 1 A–H (fwf.ac.at), Band 2 I–O (fwf.ac.at), Band 3 P–Z (fwf.ac.at), Band 4 Register (fwf.ac.at).

Buchbeiträge
- Deutsche Philosophen aus der Sicht des Sicherheitsdienstes des Reichsführers SS – Schwerpunkt Österreich. in: Marion Heinz et al. (Hrsg.): Philosophie und Zeitgeist im Nationalsozialismus. Verlag Königshausen & Neumann, Würzburg 2006, ISBN 978-3-8260-3298-1, S. 45–67.
- Deutsche Philosophen aus der Sicht des Sicherheitsdienstes des Reichsführers SS – Dossier Ernst Mally. In: Carsten Klingemann (Hrsg.): Jahrbuch für Soziologiegeschichte. VS Verlag für Sozialwissenschaften, 2007, ISBN 978-3-531-15273-8, S. 167–175, doi:10.1007/978-3-531-90494-8_7
  - sowie weitere Dossiers in den Jahrbüchern für Soziologiegeschichte 1993: doi:10.1007/978-3-322-97304-7_12;

1994 und 1995: doi:10.1007/978-3-322-99766-1_16;
1997/98: doi:10.1007/978-3-322-99644-2_14